# Terzieterbeek
De Terzieterbeek of Sijlerbeek is een beek in Nederlands Zuid-Limburg. Ze ontspringt in het Bronnetjesbosch, dat dicht bij de Belgische grens gelegen is in de nabijheid van Kasteel van Beusdael en het Bovenste Bosch. Daarna stroomt ze door de buurtschappen Terziet en Plaat om vervolgens in de nabijheid van de Volmolen van Epen tussen de Klopdriesscherbeek en de Dorphoflossing uit te monden in de Geul. 
De beek stroomt door een heuvelachtig weidegebied en meandert zich vrij door het landschap. De beek is ongeveer 2,1 kilometer lang. Tevens wordt ze gevoed door verschillende zijbeken. 
In zijn in 1911 verschenen boekje Uit ons Krijtland doet Eli Heimans verschillende waarnemingen langs de Sijlerbeek.
Langs de beek ligt onder andere de Mariakapel van Terziet en het Geologisch monument Terziet.

## Zijbeken
De Terzieterbeek heeft verschillende zijbeken, te weten:
- Zijtak Terzieterbeek vanuit het bronnetjesbos (links)
- Helbergbeek (links)
- Bredebron (rechts)
- Fröschebron (links)
- Platergrub (links)

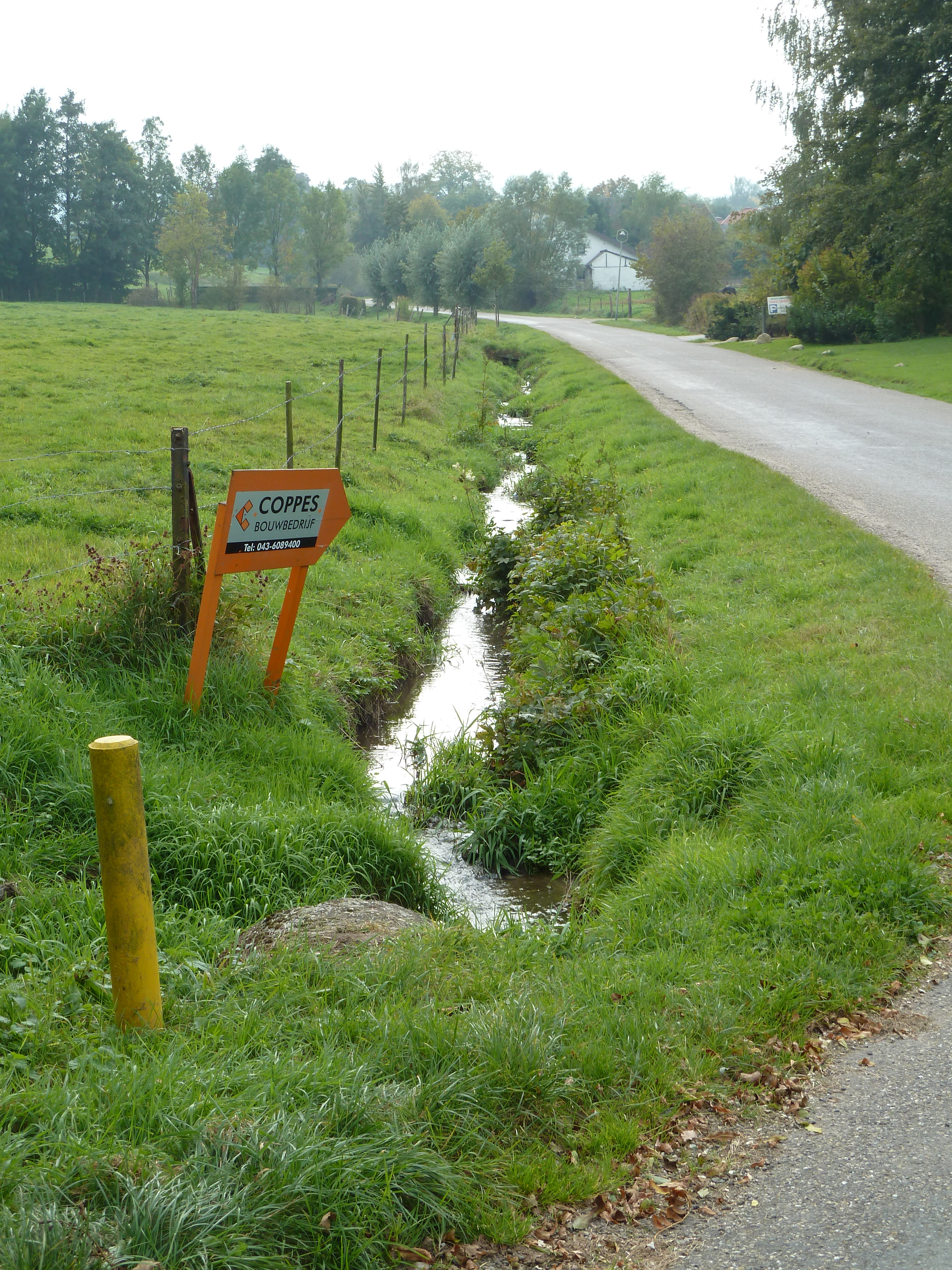
In de buurtschap Terziet stroomopwaarts gezien
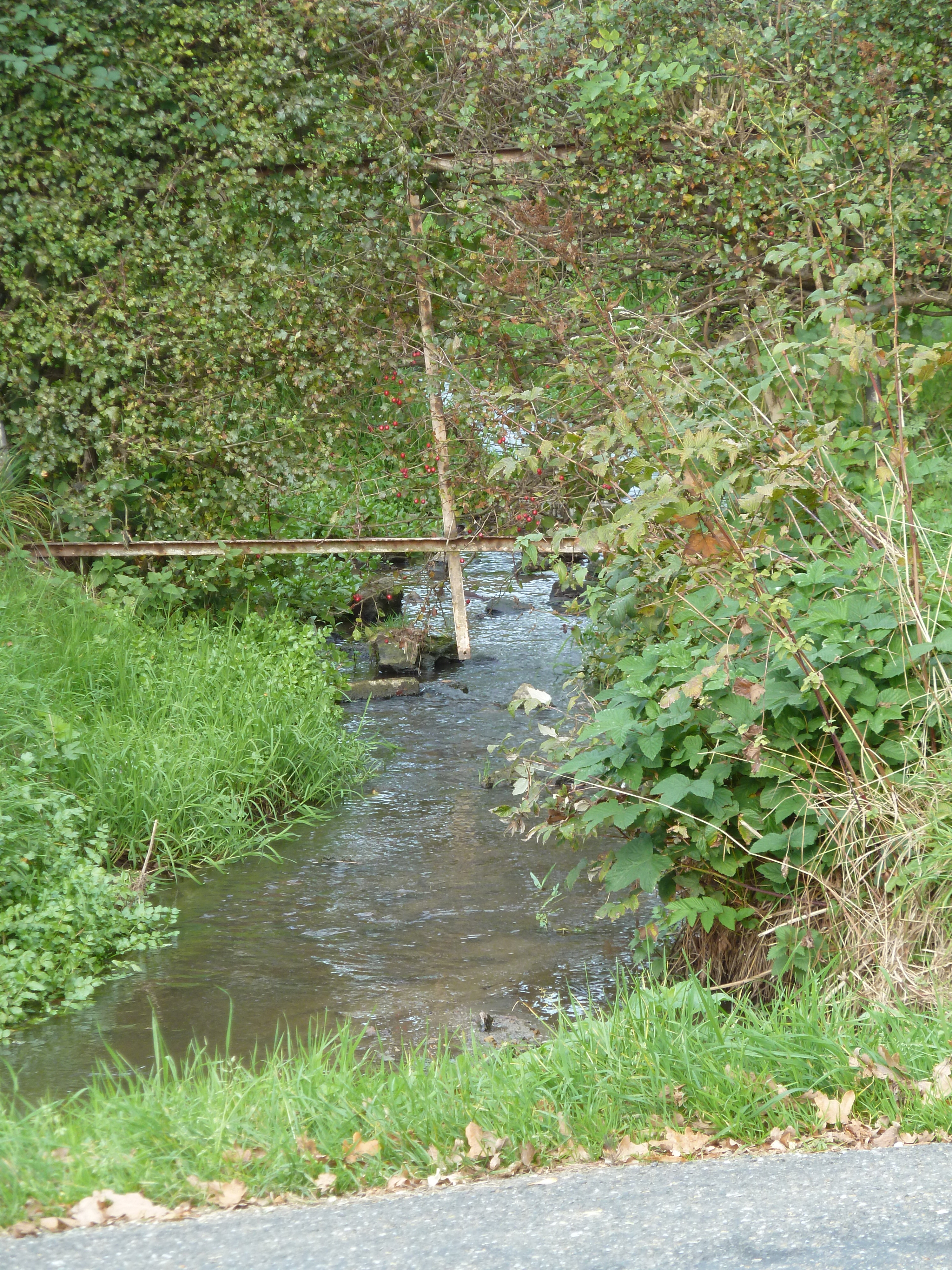
In de buurtschap Terziet stroomafwaarts gezien